# Шарлота Фреліх
Шарлота Фреліх (швед. Charlotta Frölich; 28 листопада 1698 — 21 липня 1770) — шведська письменниця, поетеса, історик, агрономом і фізик. Вона іноді використовувала псевдонім Лотта Трівен (Lotta Triven). Публікувала вірші, оповідання, роботи на політичну і наукову тематику. Була першою жінкою яка публікувалась Королівською шведською академію наук.

## Біографія
Шарлота Фреліх була дочкою королівського радника генерала графа Карла Густафа Фреліха (швед. Carl Gustaf Frölich) і Беати Христини Кронстрем (швед. Beata Christina Cronström), а також була племінницею по-батькові лінії релігійної провидиці і автора Єви Маргарети Фреліх. У 1735 році вона вийшла заміж за графа Йогана Фанка (швед. Johan Funck)), губернатора країни Уппланда. Фреліх називала своє дитинство дуже суворим, позбавленим будь-якої розкоші і відданим лютеранству і наполегливій праці, і заявила, що вона здобула освіту з історії, читання, письма, домашніх завдань і релігії. Вона чинила опір проти шлюбу протягом багатьох років, тому що вона хотіла присвятити себе сільському господарству, але вона продовжила робити це після шлюбу в 1735 році; як до, так і після її шлюбу, вона була власницею садиби Överbo, яка мала доменну піч, де вона виготовляла чавун .
У 1741—1742 роках Шарлота Фреліх стала першою жінкою, що була опублікована Королівською Шведською Академією Наук. Єдиною іншою жінкою, що була опублікована Академією наук у епоху свободи, була Єва Екеблад. У 1759 році Шарлота опублікувала книгу з історії, яка зробила її першою жінкою істориком своєї країни. У 1768 році вона стала однією з двох шведських жінок, поряд з Франсуаза Маргарита Жанісон, за участь в політичних дебатах про економічну політику держави, які опублікували себе без псевдоніму під час епохи свободи. Вона також була поетом, відомим своїми похоронними віршами.

## Праці
- Іноді скажіть про те, що ви маєте на увазі під іменем Лотта Трівен (1741), книга про сільськогосподарську науку
- Як керувати сваркою Норрланда на південних курортах Сувержі, описаний Лотта Трівен (1742), книга про сільськогосподарську науку
- Я здивувався про те, що ми бачимо з Лотта Трівен (1742), книга про сільськогосподарську науку
- Казки святителя і готи християнського короля, узагальнені, щоб повідомити всесвітню і приватну людину Сверге, який може дізнатися від них, як їх к. Батьківщина з декількох сотень років повертається, і, бачимо, як у божественному страху: законність, чеснота і єдність завжди пішли за благословенням Бога; але, з іншого боку, гріх, закон і ваша переплата, а також розбіжності, повинні були покарати тяжкі поразки країни, кровопролиття, спустошення тощо. (1759), історична книга
- Забава Шарлотти Фреліх, або Божественний День подяки під час читання, присвяченого численним читанням Біблії, виголошеним у римі з нагоди численних інших мов, які до єдиного миру і задоволення, а також вдосконалення lefwis blifwit і коротко заявив: пояснив. Надруковано в Упсала (1763), духовний молитовник
- Незграбний бі-рой, або дружина Högwälborne grefwinnan — - Н. Н. — - - — - Н. Н. Про одного з них gifwen, але в 1768 році випадковий байт або бі-кубок. Рівний пан — - - — - - N.N на тому ж історії Стокгольма, надрукований в Лоренс Людвіг Грефінг 1768 (1768), політична книга
- Поле, до всіх, що люблять, ось фольк-поклоніння (1768), політична книга